# NIIZEKI STUDIO
NIIZEKI STUDIO（ニイゼキ スタジオ）は、建築家の新関謙一郎率いる建築設計事務所(2009年現在、東京都武蔵野市にある)。
2004年に一級建築士事務所 きき より、NIIZEKI STUDIO に改組。
外部からは四角い箱のように閉じた空間を作りつつ、中からは開放感あふれるモダンな存在感の豊かな住宅設計が多く、
鉄筋コンクリート組積造(RM造)や和紙左官仕上げの壁、光の取り入れ方などに特徴のある作品が得意。
住宅設計以外ではショップインテリアのコーディネートや墓石のデザインなども行った一風変わった実績もある。

## 主な作品
- 新潟の家
- 大山町プロジェクト
- WEP下北沢
- 八街の家（DETAIL Prize 2007 / Special Prize for Wood 受賞）
- 成瀬の家
- 九品仏の家
- 千駄木の家
- 代々木上原の家
- 鴨川の家
- 中野の家
- 熱海の家

## 主なメディア

### 書籍・雑誌
- I'm home no.42 - 八街の家
- I'm home no.39 - 九品仏の家
- I'm home no.38
- I'm home no.37
- I'm home no.30
- DETAIL JAPAN 2007年12月号 - 千駄木の家
- DETAIL JAPAN 2007年11月号 別冊 - WEP下北沢
- 新建築 2009年6月号 - 大山町プロジェクト
- 新建築 2005年12月号 - 八街の家
- 新建築 住宅特集 2009年6月号 - 特集 家のあかり 暮らしを照らすあかり計画
- 新建築 住宅特集 2009年5月号 - 10 YEARS MATERIAL SELECTION / 石材
- 新建築 住宅特集 2008年12月号 - 中野の家
- 新建築 住宅特集 2008年7月号
- 新建築 住宅特集 2008年1月号 - 千駄木の家
- 新建築 住宅特集 2007年5月号 - WEP下北沢
- 新建築 住宅特集 2005年9月号 - 鴨川の家
- 新世代建築家・デザイナー100
- MODERN LIVING no.169
- MODERN LIVING 別冊 55人の建築家
- CREATORS FILE - for LIVING ― ／ニッポンのクリエーター58人のしごと

### テレビ
- 渡辺篤史の建もの探訪 - 八街の家